# بينوا موريس
بينوا موريس (16 سبتمبر 1971 بتولون في فرنسا - ) (بالفرنسية: Benoit Maurice)‏ هو لاعب كرة قدم فرنسي في مركز الدفاع. لعب مع ستاد لافال ونادي أميين ونادي كليرمونت 63 ونادي نيور.

## وصلات خارجية
- بينوا موريس على موقع قاعدة بيانات كرة القدم.إي يو (الإنجليزية)
- بينوا موريس على موقع عالم كرة القدم.نت (الإنجليزية)
- بينوا موريس على موقع GSA (الإنجليزية)